# Les Poissons
Les Poissons (französisch für Die Fische) sind eine Inselgruppe im Géologie-Archipel vor der Küste des ostantarktischen Adélielands.
Französische Wissenschaftler benannten sie 2010 nach dem Tierkreiszeichen Fische.